# Ilíssia
Pour l’article homonyme, voir Ilisia (homonymie).
Ilíssia (en grec moderne : Ιλίσια) est un quartier, dans la partie orientale d'Athènes, en Grèce, bordé par les quartiers Pangráti, Ambelókipi et Goudí, et les municipalités de Zográfou et de Kaisariani. Le quartier est à proximité des facultés de théologie, philosophie et sciences de l'université nationale et capodistrienne d'Athènes. La partie orientale de ce quartier est appelée Hilton (en grec moderne : Χίλτον / Chílton) en raison de la présence de l'hôtel du même nom (el). C'est dans la partie inférieure de ce quartier que se trouvait autrefois le bidonville Abyssinia (sans rapport avec la place du même nom se trouvant à Monastiráki).
Ilíssia prend son nom du fleuve Illissos qui s'écoule à partir de la montagne Hymette à proximité.

## Source
- (el) Cet article est partiellement ou en totalité issu de l’article de Wikipédia en grec moderne intitulé « Ιλίσια » (voir la liste des auteurs).